# University of Calgary
University of Calgary är ett universitet i Calgary i Kanada.
Universitet grundades 1966 och har (år 2024) cirka 37 000 studenter på grund- och forskarnivå. Antalet anställda är cirka 4 800. I universitets huvudcampus finns 11 av de 14 fakulteterna. Det finns ytterligare fyra campus, varav ett i Doha i Qatar.